# Закшувек-Весь (Люблінське воєводство)
Закшувек-Весь (пол. Zakrzówek-Wieś) — село в Польщі, у гміні Закрівець Красницького повіту Люблінського воєводства.
Населення — 483 особи (2011).
У 1975-1998 роках село належало до Люблінського воєводства.

## Демографія
Демографічна структура станом на 31 березня 2011 року:
|          | Загалом | Допрацездатний вік | Працездатний вік | Постпрацездатний вік |
| -------- | ------- | ------------------ | ---------------- | -------------------- |
| Чоловіки | 229     | 40                 | 156              | 33                   |
| Жінки    | 254     | 42                 | 131              | 81                   |
| Разом    | 483     | 82                 | 287              | 114                  |